# Zwarte ruiter (vogel)
De zwarte ruiter (Tringa erythropus) is een vogel uit de familie van snipachtigen (Scolopacidae).

## Kenmerken
Een volwassen vogel is ongeveer 30 centimeter groot. Het zomerkleed is zwart met witte vlekken op de bovenzijde. Stuit en onderzijde van de vleugels zijn wit. In de winter is de zwarte ruiter overwegend grijs gekleurd. De poten zijn rood of zwart en de snavel is zwart met een rode aanzet. Wordt vaak samen gezien met andere steltlopers.

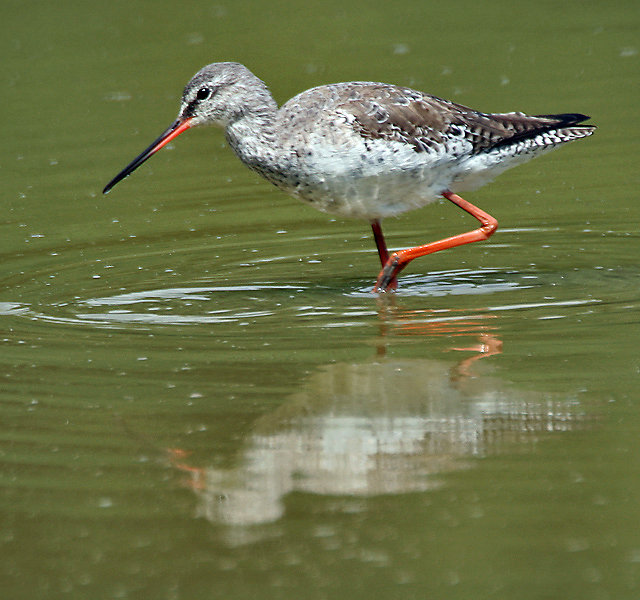
Zwarte ruiter in winterkleed

## Verspreiding en leefgebied
Zwarte ruiters broeden niet in Nederland en België. In de zomer zijn ze in het noorden van Rusland en Scandinavië, terwijl ze in de winter naar de kusten van de Middellandse Zee en Zuid-Engeland trekken. In Nederland trekt een vrij klein aantal door tussen april en oktober. Een uiterst klein aantal overwintert hier in Zeeland. In het Waddengebied worden in de maanden mei (voorjaarstrek) en juli en augustus (terugtrek) de meeste waarnemingen gedaan. In het deltagebied ligt het accent op de nazomer (augustus, september). Maar ook in andere gebieden met ondiep zoet water in het binnenland kunnen doortrekkende zwarte ruiters worden waargenomen.

## Status
De grootte van de populatie is in 2015 geschat op 110-270 duizend vogels. Op de Rode lijst van de IUCN heeft deze soort de status niet bedreigd.

## Video
- Zwarte ruiter in zomerkleed
- Zwarte ruiter in winterkleed en tussenkleed